# 石彬
石郴（?—?），是石昱的父親，石紹雍的祖父，石敬瑭的曾祖父。
936年，石敬瑭登位後，他被尊為皇帝，廟號肃祖，諡號孝简皇帝，皇陵稱惠陵。妻安氏，追谥孝简恭皇后。